# Ośrodek Turystyczno-Narciarski Mosorny Groń w Zawoi
Ośrodek Turystyczno-Narciarski Mosorny Groń w Zawoi – ośrodek narciarski położony w Zawoi-Policzne w Beskidzie Żywieckim (Pasmo Polic) na południowo-zachodnim zboczu Mosornego Gronia (1047 m n.p.m).

## Operator
Operatorem i właścicielem stacji jest spółka Polskie Koleje Linowe S.A. Wszystkie wyciągi narciarskie (poza koleją krzesełkową) nie są obsługiwane przez tego operatora.

## Historia
W październiku 2001 roku została zarejestrowana spółka „Ośrodek Turystyczno-Narciarski „Mosorny Groń” Sp. z o.o.”. Udziałowcami byli m.in. mieszkańcy i samorząd Zawoi (który wniósł aportem do spółki działki gminne o ówczesnej wartości 1 mln złotych w zamian za 22% udziałów) oraz kilka krakowskich firm. Kłopoty finansowe i konflikty między niektórymi współwłaścicielami od początku utrudniały inwestycję. Ukończono ją kosztem ponad 15 mln zł, w tym ok. 10 milionów kredytu pod zastaw gminnych gruntów. Ośrodek (z koleją krzesełkową) został uruchomiony w 2003 roku. Jego operator ogłosił wkrótce upadłość likwidacyjną (sąd ogłosił upadłość w październiku 2008 roku). Syndyk masy upadłości ogłosił w kwietniu 2009 roku przetarg na zakup ośrodka (cena wywoławcza 16 504 217,31 zł). Przedmiotem przetargu były nieruchomości składające się z 26 działek o łącznej powierzchni ponad 3,67 ha oraz stacja narciarska z hotelem, parking, kolej krzesełkowa oraz inne maszyny i urządzenia. W kwietniu 2010 roku ośrodek został sprzedany spółce Polskie Koleje Linowe S.A. (przejęcie nastąpiło w sierpniu tego roku).

## Wyciągi
W skład kompleksu wchodzą:
- (A) 4-osobowa kolej krzesełkowa firmy Poma o długości 1312 m i przepustowości 2400 osób na godzinę (prędkość przejazdu – 2,5 m/s, czas przejazdu – 10 minut)[4]

- (B) wyrwirączka dla dzieci.

## Trasy
| Nazwa trasy | Trudność  | Start                                      | Start                 | Meta                               | Meta                  | Dłu- gość (m) | Prze- wyż- sze- nie (m) | Na- chy- le- nie (%) | Oś- wie- tle- nie | Sztucz- ne naśnie- żanie | Homologacja FIS         | Homologacja FIS | Uwagi |
| Nazwa trasy | Trudność  | nazwa                                      | wyso- kość (m n.p.m.) | nazwa                              | wyso- kość (m n.p.m.) | Dłu- gość (m) | Prze- wyż- sze- nie (m) | Na- chy- le- nie (%) | Oś- wie- tle- nie | Sztucz- ne naśnie- żanie | numer                   | ważna do        | Uwagi |
| ----------- | --------- | ------------------------------------------ | --------------------- | ---------------------------------- | --------------------- | ------------- | ----------------------- | -------------------- | ----------------- | ------------------------ | ----------------------- | --------------- | ----- |
| 1           | czerwona  | górna stacja kolei krzesełkowej            | 1045                  | dolna stacja kolei krzesełkowej    | 713                   | 1420          | 332                     | 23                   | tak               | tak                      | 11586/01/15 11587/01/15 | 11.2025         |       |
| 2           | niebieska | górna stacja wyciągu talerzykowego         | 778                   | dolna stacja wyciągu krzesełkowego | 713                   | 400           | 65                      | 16                   | tak               | tak                      |                         |                 |       |
| 3           | niebieska | górna stacja wyciągu talerzykowego         | 778                   | dola stacja wyciągu talerzykowego  | 708                   | 330           | 70                      | 21                   | tak               | tak                      |                         |                 |       |
| 4           | zielona   | w pobliżu dolnej stacji kolei krzesełkowej |                       |                                    |                       |               |                         |                      | tak               | tak                      |                         |                 |       |

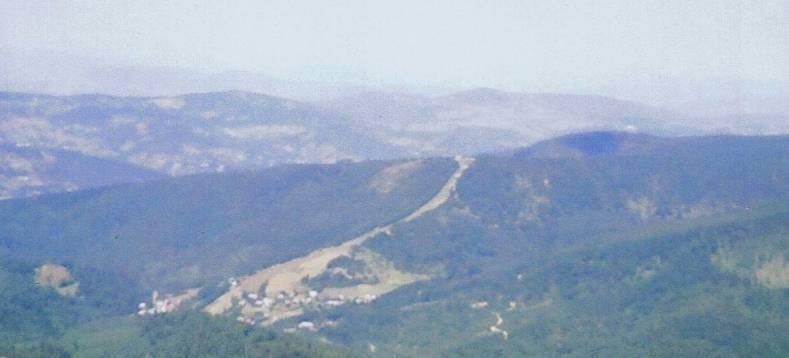
Mosorny Groń widziany z Kępy w 2006 roku. Wyraźnie widoczna główna trasa ośrodka

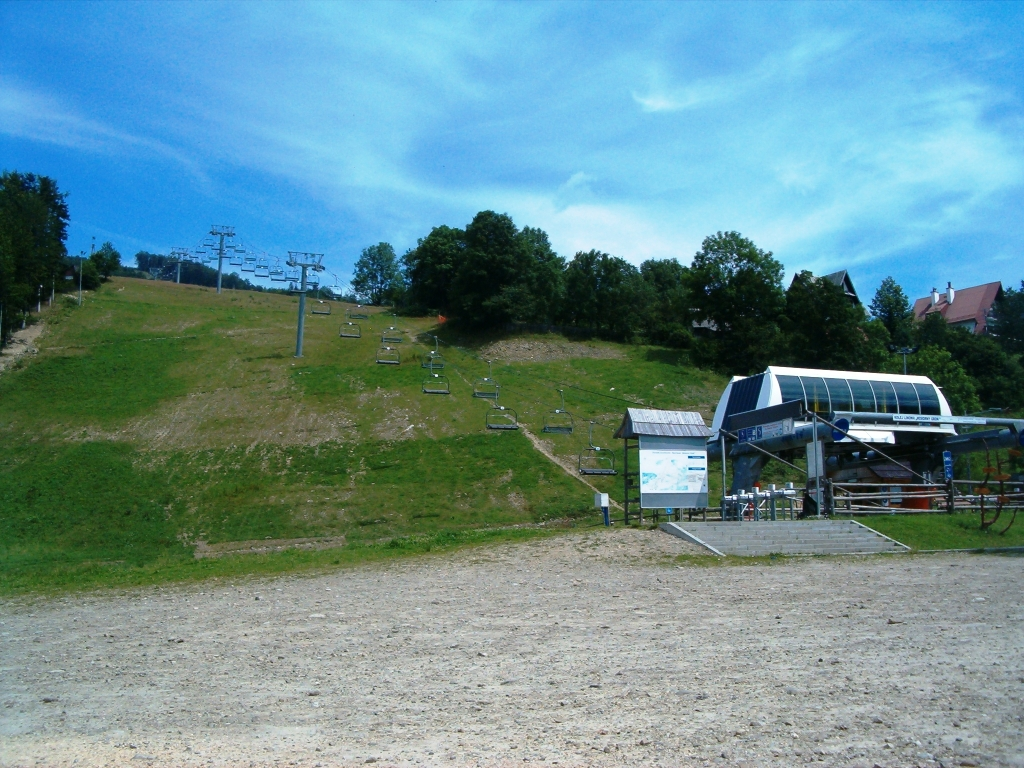
Ogólny widok na stok i kolej krzesełkową, 2008

Homologacja FIS dla czerwonej trasy jest ważna od stycznia 2015 do listopada 2025 dla konkurencji slalom oraz slalom gigant.
W ofercie znajduje się 2200 m tras zjazdowych o różnym stopniu trudności. Trasy są sztucznie naśnieżane, ratrakowane i oświetlone.
Stacja jest członkiem Stowarzyszenia Polskie stacje narciarskie i turystyczne.

## Pozostała infrastruktura
Przy dolnej stacji kolei krzesełkowej znajdują się:
- kompleks budynków, w skład którego wchodzą pokoje gościnne i restauracja
- wypożyczalnia sprzętu narciarskiego i serwis narciarski „Chili-Sport”.
- parkingi.

## Inne wyciągi w Zawoi
Poza ośrodkiem „Mosorny Groń” w Zawoi działają również wyciągi:
- Wyciągi Narciarskie „BACA” (w Czatoży)
  - wyciąg orczykowy o długości 400 m, przewyższeniu 87 m i przepustowości 480 osób na godzinę
  - wyciąg orczykowy (400 m, 87 m, 460 os/h)
  - wyciąg orczykowy (150 m, 30 m, 300 os/h)
- Zespół wyciągów narciarskich „WOJTEK” (w Czatoży)
  - wyciąg orczykowy (410 m, 70 m, 800 os/h)
  - wyciąg orczykowy (410 m, 70 m, 400 os/h)
  - wyciąg orczykowy (150 m, 30 m, 300 os/h)
- Wyciąg „Kolisty Groń” (w Zawoi-Widłach).
  - wyciąg orczykowy, 2-osobowy (700 m, 170 m, 530 os/h).